# 阿沃藏
阿沃藏（法語：Avezan，法語發音：[av(ə)zɑ̃]）是法国热尔省的一个市镇，属于孔东区。

## 地理
阿沃藏（43°52'33"N, 0°47'45"E）面积5.66 平方千米，位于法国奧克西塔尼大區热尔省，该省份为法国西南部内陆省份，北起顺时针与洛特-加龙省、塔恩-加龙省、上加龙省、上比利牛斯省、大西洋比利牛斯省和朗德省接壤。
与阿沃藏接壤的市镇（或旧市镇、城区）包括：戈东维尔、莫鲁、圣克拉尔、圣莱奥纳尔、图讷库普。

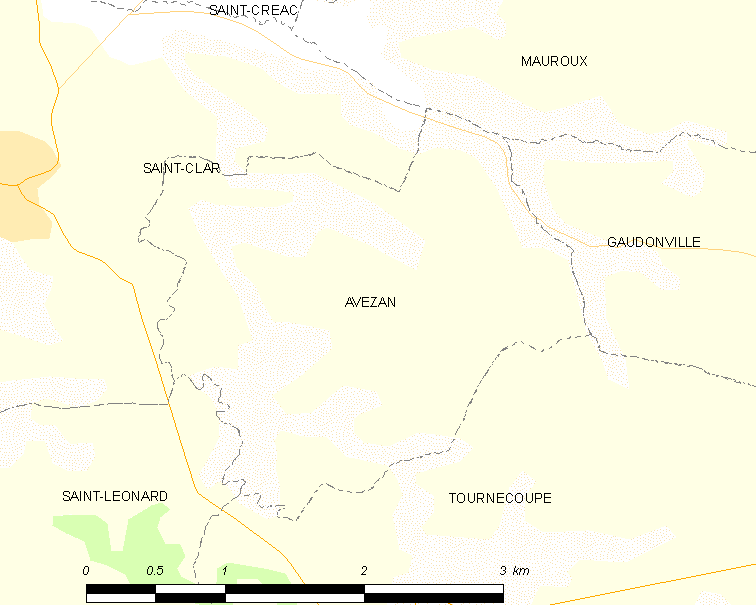
阿沃藏的OSM定位图

阿沃藏的时区为UTC+01:00、UTC+02:00（夏令时）。

## 行政
阿沃藏的邮政编码为32380，INSEE市镇编码为32023。

## 政治
阿沃藏所属的省级选区为弗勒朗斯-洛马涅县。

## 人口

1962-2008年间阿沃藏人口变化图示

阿沃藏于2022年1月1日时的人口数量为87人。